# Angela Gregovic

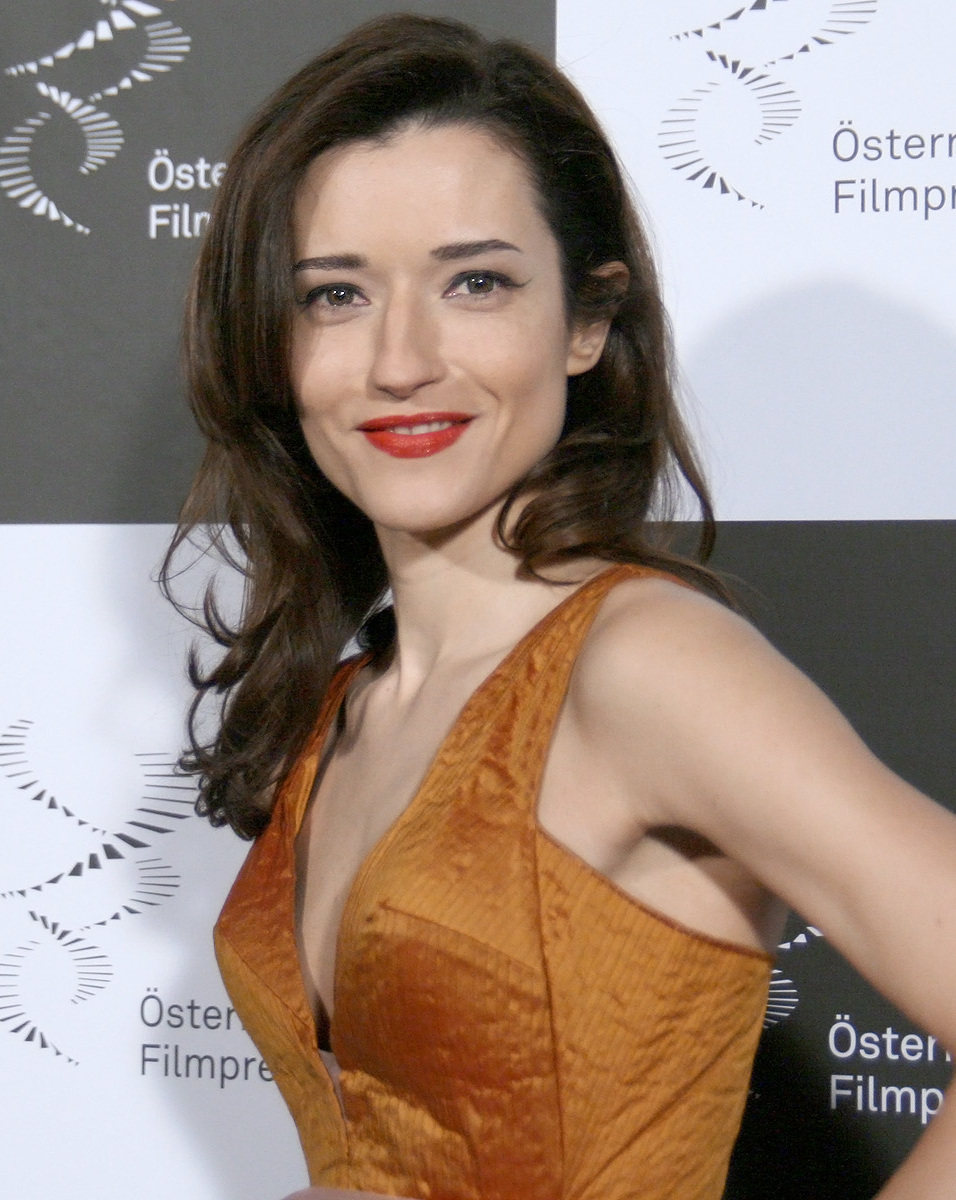
Angela Gregovic (2012)

Angela Gregovic (* 26. September 1978 in Belgrad) ist eine serbisch-italienische Schauspielerin.

## Leben
Angela Gregovic studierte ab 1994 Klavier an der Universität der Künste Belgrad, das Studium schloss sie 1999 als Bachelor of Arts ab. Parallel dazu erhielt sie eine Schauspielausbildung an der dortigen Fakultät für Darstellende Kunst bei Gordana Maric. Ab 2003 studierte sie an der Università Iuav di Venezia in Venedig Theaterwissenschaft, dieses Studium schloss sie 2007 als Master of Arts ab. Weitere Schauspielausbildungen erhielt sie 1999 bei Adriano Iurissevich in Venedig, 2012 bei Sam Schacht und Alithea Phillips in New York, 2013 bei Mel Churcher in London und 2021/22 am Susan Batson Studio of Acting in New York.
Erste Filmrollen hatte sie in Die Regeln des Spiels (2002) und Glitterati (2004) von Roger Avary. Als Filmschauspielerin arbeitete sie mehrfach mit Thomas Roth zusammen. 2011 verkörperte sie in dessen Film Brand – Eine Totengeschichte mit Josef Bierbichler, Denis Moschitto und Manuel Rubey die Rolle der Angela Caymaz, für die sie für den Österreichischen Filmpreis 2012 als beste weibliche Darstellerin nominiert wurde. 2015 war sie in der Folge Deckname Kidon der Krimireihe Tatort von Thomas Roth als Sara Gilani zu sehen. Im Spielfilm-Debüt Ugly von Juri Rechinsky mit Maria Hofstätter als ihre Filmmutter hatte sie eine Hauptrolle als Hanna. Eine weitere Zusammenarbeit mit Thomas Roth erfolgte für die Tatort-Folge Das Tor zur Hölle (2022), in der sie die Rolle der Okkultismusforscherin Tea Berkovic übernahm.
Als Bühnenschauspielerin war sie unter anderem 2006/07 in Tito's Last Pioneer (Manifesto Comunista), 2012 in The Storm sowie 2022 im Rahmen der Wiener Festwochen im Projekt Minute Maids von Chris Haring zu erleben.
Seit 2009 ist sie Assistentin von Bernhard Kleber und Lehrende der Abteilung Bühnen- und Filmgestaltung an der Universität für angewandte Kunst Wien. Gregovic ist Mitglied der Akademie des Österreichischen Films.

## Filmografie (Auswahl)
- 2002: Die Regeln des Spiels (The Rules of Attraction)
- 2004: Glitterati
- 2011: Brand – Eine Totengeschichte
- 2015: Tatort: Deckname Kidon (Fernsehreihe)
- 2017: Ugly
- 2019: Don Who?
- 2022: Tatort: Das Tor zur Hölle (Fernsehreihe)

## Auszeichnungen und Nominierungen
Österreichischer Filmpreis 2012
- Nominierung als Beste weibliche Darstellerin für Brand – Eine Totengeschichte[6]